# 15 cm schwere Feldhaubitze M. 94
Il 15 cm schwere Feldhaubitze M. 94 era un obice pesante austro-ungarico impiegato dall'Esercito imperial regio durante la prima guerra mondiale.
Il M. 94 era dotato di canna in bronzo ed era privo di freno di sparo; era dotato robusti cunei di legno dietro alle ruote che, opportunamente puntellati, riportavano il pezzo nella posizione originaria. La canna venne modificata nel 1899; questi pezzi, denominati M. 99, sono riconoscibili per la forma ottagonale della canna. Entrambe le bocche da fuoco potevano essere incavalcate su una vasta varietà di affusti, a seconda dell'impiego, incluso un affusto con carreggiata di soli 1,13 metri per l'impiego in montagna.
Nei primi anni del XX secolo sia gli obici M. 94 che M. 99 furono modificati al fine di aumentarne l'elevazione a 65°, irrobustendo di conseguenza gli orecchioni e le ruote per resistere ai maggiori sforzi di rinculo alle alte elevazioni; le armi così modificate furono denominate rispettivamente M. 94/4 e M. 99/4.